# Tadzjieken
De Tadzjieken (Perzisch: تاجيک , Tājīk; Tadzjieks-Perzisch: Тоҷик; Russisch: Таджики; Chinees: 塔吉克 族; Pinyin: Tǎjíkèzú) ook wel Farsiwan, Parsiwan, oosterse Perzen of oostelijke Perzen genoemd zijn een Iraans volk, dat vooral in Tadzjikistan en Afghanistan woont, maar ook in Oezbekistan, Pakistan en China. Hun taal is in de meeste gevallen het Tadzjieks, een vorm van het Perzisch. Het wordt in Tadzjikistan met het cyrillische alfabet geschreven en officieel vaak Tadzjiki-Perzisch genoemd. Niet alle Tadzjieken spreken echter Perzisch, sommigen spreken nog hun oorspronkelijke Oost-Iraanse Pamirtaal. Dat geldt bijvoorbeeld voor de Tadzjieken in China.
De Tadzjieken zijn een aan Iraniërs/westerse Perzen verwant volk en worden wel de Perzen van Centraal-Azië genoemd. Zij beschouwen zich als de voortzetting van de Samaniden, die in de 9e en 10e eeuw heersten over Khorasan, het gebied dat historische steden als Samarkand en Buchara in het huidige Oezbekistan en Herat, Kabul en Balkh in het huidige Afghanistan omvat.
De Tadzjieken zijn overwegend soennitische moslims.

## Internationaal bekende Tadzjieken
- Avicenna
- Al-Biruni
- Jalal ad-Din Rumi
- Khaled Hosseini
- Omar Khayyám
- Achmed Sjah Massoud

Abazijnen ·
Abchaziërs ·
Achvachen ·
Adygeeërs ·
Aino ·
Aleoeten ·
Aljoetoren ·
Altaj (Oirot) ·
Andi ·
Armeniërs ·
Avaren ·
Azerbeidzjanen·
Balkaren ·
Baraba ·
Basjkieren ·
Bergjoden ·
Boerjaten ·
Chakassen ·
Chanten ·
Chinezen ·
Dargienen ·
Dolganen ·
Enetsen ·
Evenen ·
Evenken ·
Georgiërs ·
Grieken ·
Ingoesjen ·
Ingriërs ·
Itelmenen ·
Jakoeten ·
Joden ·
Joekagieren ·
Joepiken ·
Kabardijnen ·
Kalmukken ·
Kamtsjadalen ·
Karatsjajers ·
Kareliërs ·
Kazachen ·
Kereken ·
Ketten ·
Komi ·
Koreanen ·
Korjaken ·
Korjo-saram ·
Krim-Tataren ·
Lezgiërs ·
Mansen ·
Mari (Tsjeremissen) ·
Meschetische Turken ·
Mordwienen ·
Nanai ·
Negidalen ·
Nenetsen (Joeraken) ·
Nganasanen ·
Nivchen (Giljaken) ·
Nogai ·
Oedegen ·
Oedmoerten ·
Oekraïners ·
Oeltsjen ·
Oezbeken ·
Oroken ·
Orotsjen ·
Osseten ·
Polen ·
Pomoren ·
Rusland-Duitsers (inclusief Wolga-Duitsers) ·
Russen ·
Samen (Lappen) ·
Selkoepen ·
Sjoren ·
Sojoten ·
Tabassaranen ·
Perzen (Tadzjieken) ·
Taten ·
Teleoeten ·
Tofalaren ·
Tsachoeriërs (Caxur) ·
Tsjerkessen ·
Tsjetsjenen (Noxchi) ·
Tsjoektsjen ·
Tsjoelymen ·
Tsjoevanen ·
Tsjoevasjen ·
Turkmenen ·
Toevanen ·
Wepsen ·
Belarussen (Wit-Russen) ·
Wolga-Tataren ·
Woten
Achang · Akha · Bai · Baima · Blang (Bulong) · Bonan · Buyi · Dai · Daur · De'ang · Dong · Dongxiang · Drung · Evenken · Gaoshan (Taiwanese aboriginals) · Gelao · Gin (Vietnamezen) · Han · Hani · Hlai (Li) · Hui · Jingpo · Jino · Kazachen · Kirgiezen · Koreanen · Lahu · Lhoba · Lisu · Mantsjoes · Maonan · Miao (Hmong) · Mongolen · Monpa (Menba) · Mulam (Mulao) · Nanai (Hezhe) · Naxi · Nu · Oeigoeren · Oezbeken · Oroqen · Pumi · Qiang · Russen · Salar · She · Sui · Tadzjieken · Tataren · Tibetanen (Zang) · Tu · Tujia · Wa (Va) · Yao · Yi · Yugur · Xibe · Zhuang